# Kambrij
Kambrij je najstarije razdoblje paleozoika koje je trajalo od prije 542 milijuna godina do prije 488 milijuna godina. Naziv je dobio po engleskoj pokrajini Cambriji (današnjem Walesu).
Za vrijeme ovog razdoblja odvila se kambrijska eksplozija života, odnosno ubrzani razvoj velikog broja različitih kompleksnih organizama, među kojima su nastali i preci današnjih organizama. Pretpostavlja se da su to omogućili novi uvjeti poput porasta razine kisika u atmosferi, toplija klima te raspad superkontinenta Rodinije i povećanje površina pličina. Život je bujao u moru te fosilni ostaci otkrivaju veliku raznolikost životinja poput dobro poznatih trilobita, ali i puno vrsta koje ne pripadaju u današanje živuće razrede poput anomalocarisa i opabinije.

## Poveznice
- Geološka razdoblja

## Vanjske poveznice
- Cambrian Period
- The Cambrian Period